# 달튼 크넥트

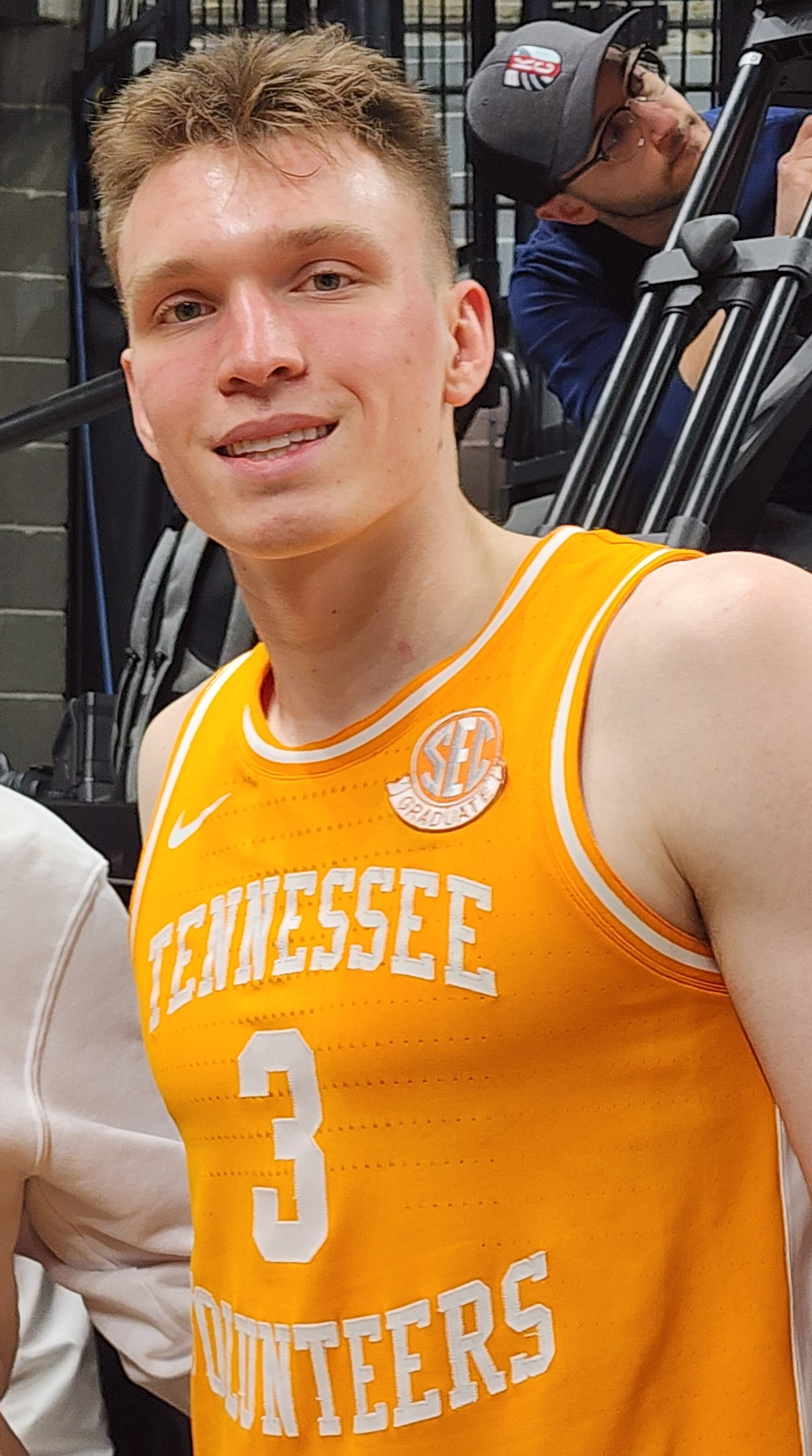

달튼 크넥트(Dalton Knecht., 본명: 달튼 더글러스 크넥트, /kəˈnɛkt/ kə-NEKT, 2001년 4월 19일 ~ )는 전미 농구 협회(NBA) 로스앤젤레스 레이커스의 프로 농구 선수이다. 노스이스턴 JC 플레인스맨(Northeastern JC Plainsmen), 노던콜로라도베어스(Northern Colorado Bears) 및 테네시볼룬티어스(Tennessee Volunteers)에서 대학 농구를 했다.

## 어린 시절과 고등학교 경력
크넥트는 코리 크넥트와 캐리 크넥트의 아들이다. 크넥트는 노스다코타주 파고 (노스다코타주)에서 태어나 콜로라도주 손턴 (콜로라도주)에서 자라 프레리뷰 고등학교에 다녔다. 그는 2학년 때 5피트 8인치(1.73m)의 키로 입학했고 3학년 때 6피트 1인치(1.85m)로 성장했다. 크넥트는 시니어로서 경기당 평균 21득점과 6.5리바운드를 기록했다.